# Tuffi ai campionati europei di nuoto 2018
Le gare di tuffi ai Campionati europei di nuoto 2018 si sono svolte dal 6 al 12 agosto 2018 presso la Royal Commonwealth Pool di Edimburgo.

## Calendario
Orario locale (UTC+1).
| Data           | Ora   | Evento                                   |
| -------------- | ----- | ---------------------------------------- |
| 6 agosto 2018  | 12:00 | Finale gara a squadre                    |
| 7 agosto 2018  | 9:30  | Preliminari trampolino 1 m maschile      |
| 7 agosto 2018  | 13:30 | Finale piattaforma 10 m sincro femminile |
| 7 agosto 2018  | 14:40 | Finale trampolino 1 m maschile           |
| 8 agosto 2018  | 9:30  | Preliminari piattaforma 10 m femminile   |
| 8 agosto 2018  | 13:30 | Finale trampolino 3 m sincro misto       |
| 8 agosto 2018  | 14:40 | Finale piattaforma 10 m femminile        |
| 9 agosto 2018  | 9:30  | Preliminari trampolino 3 m maschile      |
| 9 agosto 2018  | 13:30 | Finale piattaforma 10 m sincro maschile  |
| 9 agosto 2018  | 15:00 | Finale trampolino 3 m maschile           |
| 10 agosto 2018 | 9:30  | Preliminari trampolino 1 m femminile     |
| 10 agosto 2018 | 13:30 | Finale trampolino 3 m sincro maschile    |
| 10 agosto 2018 | 15:00 | Finale trampolino 1 m femminile          |
| 11 agosto 2018 | 9:30  | Preliminari trampolino 3 m femminile     |
| 11 agosto 2018 | 15:30 | Finale piattaforma 10 m sincro misto     |
| 11 agosto 2018 | 17:00 | Finale trampolino 3 m femminile          |
| 12 agosto 2018 | 9:30  | Preliminari piattaforma 10 m maschile    |
| 12 agosto 2018 | 12:30 | Finale trampolino 3 m sincro femminile   |
| 12 agosto 2018 | 13:40 | Finale piattaforma 10 m maschile         |

## Podi

### Uomini
| Evento                      | Oro                                     | Punteggio | Argento                                      | Punteggio | Bronzo                                    | Punteggio |
| Tuffi individuali           |                                         |           |                                              |           |                                           |           |
| Trampolino 1 m (dettagli)   | Jack Laugher                            | 414,60    | Giovanni Tocci                               | 401,10    | James Heatly                              | 391,70    |
| Trampolino 3 m (dettagli)   | Jack Laugher                            | 525,95    | Il'ja Zacharov                               | 519,05    | Evgenij Kuznecov                          | 508,05    |
| Piattaforma 10 m (dettagli) | Oleksandr Bondar                        | 542,05    | Nikita Šlejcher                              | 481,15    | Benjamin Auffret                          | 480,60    |
| Tuffi sincronizzati         |                                         |           |                                              |           |                                           |           |
| Trampolino 3 m (dettagli)   | Russia Evgenij Kuznecov Il'ja Zacharov  | 431,16    | Gran Bretagna Jack Laugher Christopher Mears | 430,62    | Germania Patrick Hausding Lars Rüdiger    | 394,77    |
| Piattaforma 10 m (dettagli) | Russia Oleksandr Bondar Viktor Minibaev | 423,12    | Gran Bretagna Matthew Dixon Noah Williams    | 399,90    | Armenia Vladimir Harutyunyan Lev Sargsyan | 396,84    |

### Donne
| Evento                      | Oro                                     | Punteggio | Argento                                     | Punteggio | Bronzo                                  | Punteggio |
| Tuffi individuali           |                                         |           |                                             |           |                                         |           |
| Trampolino 1 m (dettagli)   | Marija Poljakova                        | 285,55    | Nadežda Bažina                              | 276,00    | Elena Bertocchi                         | 271,25    |
| Trampolino 3 m (dettagli)   | Grace Reid                              | 329,40    | Alicia Blagg                                | 327,70    | Tina Punzel                             | 324,65    |
| Piattaforma 10 m (dettagli) | Celine van Duijn                        | 319,10    | Noemi Batki                                 | 315,00    | Maria Kurjo                             | 308,15    |
| Tuffi sincronizzati         |                                         |           |                                             |           |                                         |           |
| Trampolino 3 m (dettagli)   | Italia Elena Bertocchi Chiara Pellacani | 289,26    | Germania Lena Hentschel Tina Punzel         | 286,80    | Russia Nadežda Bažina Kristina Il'inych | 282,90    |
| Piattaforma 10 m (dettagli) | Gran Bretagna Eden Cheng Lois Toulson   | 289,74    | Russia Ekaterina Beliaeva Julija Timošinina | 288,60    | Germania Maria Kurjo Elena Wassen       | 284,64    |

### Misti
| Evento                      | Oro                                      | Punteggio | Argento                                | Punteggio | Bronzo                                      | Punteggio |
| Tuffi sincronizzati         |                                          |           |                                        |           |                                             |           |
| Trampolino 3 m (dettagli)   | Germania Tina Punzel Lou Massenberg      | 313,50    | Gran Bretagna Grace Reid Ross Haslam   | 308,67    | Ucraina Viktorija Kesar Stanislav Oliferčyk | 291,81    |
| Piattaforma 10 m (dettagli) | Russia Nikita Šlejcher Julija Timošinina | 309,63    | Gran Bretagna Matthew Lee Lois Toulson | 307,80    | Germania Florian Fandler Christina Wassen   | 278,64    |
| Squadra (dettagli)          | Ucraina Sofija Lyskun Oleh Kolodij       | 355,90    | Germania Maria Kurjo Lou Massenberg    | 352,60    | Russia Julija Timošinina Evgenij Kuznecov   | 349,55    |

## Medagliere
Nazione ospitante
| Posiz. | Nazione       | Oro | Argento | Bronzo | Totale |
| ------ | ------------- | --- | ------- | ------ | ------ |
| 1      | Russia        | 5   | 4       | 3      | 12     |
| 2      | Gran Bretagna | 4   | 5       | 1      | 10     |
| 3      | Germania      | 1   | 2       | 5      | 8      |
| 4      | Italia        | 1   | 2       | 1      | 4      |
| 5      | Ucraina       | 1   | 0       | 1      | 2      |
| 6      | Paesi Bassi   | 1   | 0       | 0      | 1      |
| 7      | Armenia       | 0   | 0       | 1      | 1      |
| 7      | Francia       | 0   | 0       | 1      | 1      |
| Totale | Totale        | 13  | 13      | 13     | 45     |